# Online Film Critics Society - Meilleur film en langue étrangère
Le Online Film Critics Society - Meilleur film en langue étrangère (Online Film Critics Society Award for Best Foreign Language Film an anglais) est un prix décerné par le Online Film Critics Society.

## Palmarès
Note : L'année indiquée est celle de la cérémonie.

### Années 1990
- 1997 : Shall We Dance? de Masayuki Suo ( Japon)
- 1998 : La vie est belle de Roberto Benigni ( Italie)
- 1999 : Cours, Lola, cours de Tom Tykwer ( Allemagne)

### Années 2000
- 2000 : Tigre et Dragon de Ang Lee ( Chine)
- 2002 :
  - Le Fabuleux Destin d'Amélie Poulain de Jean-Pierre Jeunet  France)
  - Y tu mamá también d'Alfonso Cuarón ( Mexique)
- 2003 : La Cité de Dieu de Fernando Meirelles ( Brésil)
- 2004 : Hero de Zhang Yimou ( Chine)
- 2005 : La Chute d'Oliver Hirschbiegel ( Allemagne)
- 2006 : Le Labyrinthe de Pan de Guillermo del Toro ( Mexique)
- 2007 : Le Scaphandre et le Papillon de Julian Schnabel ( France)
- 2008 : Morse de Tomas Alfredson ( Suède)
- 2009 : Le Ruban blanc de Michael Haneke ( Allemagne)

### Années 2010
- 2010 : Mother de Bong Joon-ho  Corée du Sud)
- 2011 : Une séparation de Asghar Farhadi • ( Iran)
  - Un prophète •  France  Italie
- 2012 : Holy Motors de Leos Carax  France)
- 2013 : La Vie d'Adèle de Abdellatif Kechiche  France)
- 2014 : Deux jours, une nuit des Frères Dardenne ( Belgique)
- 2015 : The Assassin de Hou Hsiao-hsien ( Taïwan)
- 2016 : Mademoiselle de Park Chan-wook  Corée du Sud)